# Мілк (річка)
Мілк (англ. Milk River; Ассінібойн Asąbi wakpá, Wakpá juk'ána) — річка в північній частині штату Монтана, США і в південній частині провінції Альберта, Канада. Третя за довжиною притока річки Міссурі. Довжина становить 1 173 км; площа басейну — 61 642 км².
Бере початок в Скелястих горах, в окрузі Глейшер, штат Монтана, в 34 км на північ від міста Броунинг, як злиття верхів'їв Мідл-Форк (32 км) і Саут-Форк (48 км). Тече спочатку в північно-східному напрямку, перетинає державний кордон з Канадою, відхиляється на схід і тече вздовж північного краю пагорбів Суітграсс. Протікає через містечко Мілк-Рівер і через провінційний парк Райтинг-он-Стоун, потім повертає на південний схід і знову повертається на територію Монтани, де на річці побудована гребля Фресно. Мілк знову тече в східному напрямку вздовж північного кордону резервації Форт-Белкнап. Поблизу міста Молта річка різко повертає на північ, а потім тече на південний схід. Впадає в Міссурі в 8 км нижче греблі Форт-Пек.
Річка була названа молочною Меріветером Льюїсом за білуватий відтінок води. Чорноногі ж називали річку Мала річка.